# Lijst van echtgenotes van de president van de Franse Republiek
De echtgenote van de president van de Franse Republiek (Frans: l'épouse du président de la République française)  of première dame is een informele titel die wordt gebruikt voor de vrouw van de president van Frankrijk. Aan de zuiver representatieve rol van de partner zijn geen politieke of staatsrechtelijke consequenties verbonden. 
| Portret | Meisjesnaam                       | President                  | Periode   |
| ------- | --------------------------------- | -------------------------- | --------- |
|         | Élise Dosne                       | Adolphe Thiers             | 1871–1873 |
|         | Élisabeth de La Croix de Castries | Patrice de Mac-Mahon       | 1873–1879 |
|         | Coralie Fraisse                   | Jules Grévy                | 1879–1887 |
|         | Cécile Dupont-White               | Marie François Sadi Carnot | 1887–1894 |
|         | Hélène Perier-Vitet               | Jean Casimir-Perier        | 1894–1895 |
|         | Berthe Beluot                     | Félix Faure                | 1847–1851 |
|         | Marie-Louise Picard               | Émile Loubet               | 1899–1906 |
|         | Jeanne Bresson                    | Armand Fallières           | 1906–1913 |
|         | Henriette Benucci                 | Raymond Poincaré           | 1913–1920 |
|         | Germaine Brice de Viele           | Paul Deschanel             | 1920-1920 |
|         | Jeanne Levayer                    | Alexandre Millerand        | 1920–1924 |
|         | Jeanne Gaussal                    | Gaston Doumergue           | 1931–1931 |
|         | Blanche Richel                    | Paul Doumer                | 1931–1932 |
|         | Marguerite Nivoit                 | Albert Lebrun              | 1932–1940 |
|         | Michelle Aucouturier              | Vincent Auriol             | 1947–1954 |
|         | Germaine Corblet                  | René Coty                  | 1954–1955 |
|         | Yvonne Vendroux                   | Charles de Gaulle          | 1959–1969 |
|         | Claude Cahour                     | Georges Pompidou           | 1969–1974 |
|         | Anne-Aymone Sauvage de Brantes    | Valéry Giscard d'Estaing   | 1974–1981 |
|         | Danielle Gouze                    | François Mitterrand        | 1981–1995 |
|         | Bernadette Chodron de Courcel     | Jacques Chirac             | 1995–2007 |
|         | Cécilia Ciganer-Albéniz           | Nicolas Sarkozy            | 2007      |
|         | Carla Bruni                       | Nicolas Sarkozy            | 2008–2012 |
|         | Valérie Trierweiler               | François Hollande          | 2012-2014 |
|         | Brigitte Macron                   | Emmanuel Macron            | 2017-     |